# Camarones (Chili)
Camarones is een gemeente in de Chileense provincie Arica in de regio Arica y Parinacota. Camarones telde 1.255 inwoners in 2017 en heeft een oppervlakte van 3927 km².